# Reazione di Jarisch-Herxheimer

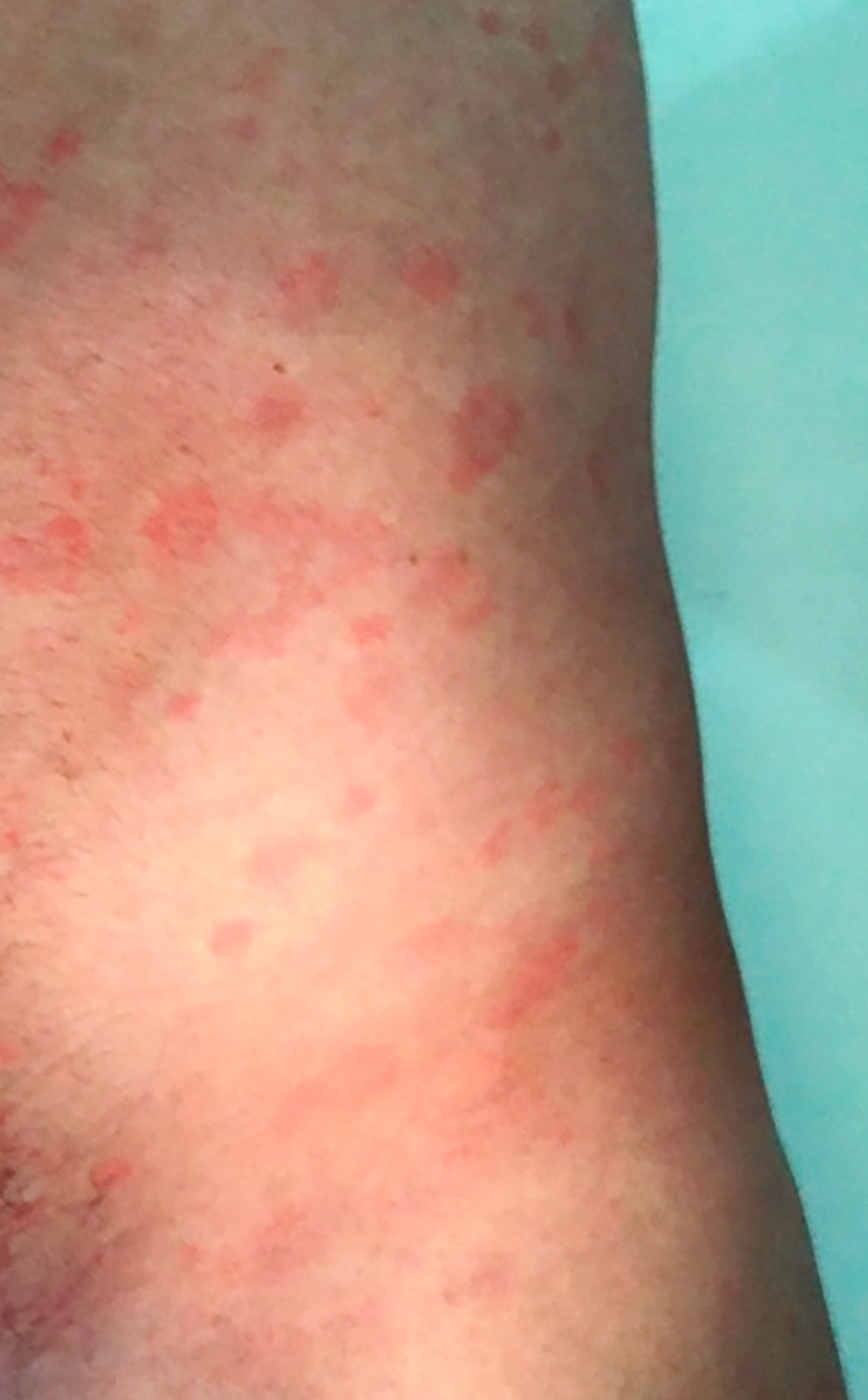
Reazione di Jarisch-Herxheimer in un paziente con sifilide e infezione da HIV

La reazione di Jarish-Herxheimer si verifica quando grandi quantità di tossine vengono rilasciate nel corpo man mano che i batteri (normalmente del genere Spirochete, come Treponema pallidum, agente patologico della sifilide) muoiono durante una terapia antibiotica.
Lo stesso può verificarsi in caso di presenza di lieviti del genere Candida quando vengono rilasciate le tossine dei lieviti che stanno morendo.
Normalmente la morte di questi batteri e l'associato rilascio di endotossine si verifica più velocemente di quanto il corpo riesca a eliminare le tossine. Si manifesta con febbre, brividi, cefalea, mialgia (dolori muscolari) ed esacerbazione di lesioni cutanee. L'intensità della reazione riflette l'intensità dell'infiammazione presente.
È classicamente associata alla sifilide. La durata nella sifilide normalmente è solo di poche ore. La reazione si manifesta anche in altre malattie causate da spirochete, come le borreliosi (morbo di Lyme e febbri ricorrenti da morso di zecca) e la leptospirosi, e nella febbre Q. Reazioni simili sono state riportate anche nella bartonellosi (compresa la malattia da graffio di gatto), brucellosi, febbre tifoide e trichinellosi, malattia di Whipple.
Sembra causata dal consistente rilascio di lipopolisaccaridi del Treponema pallidum, agente eziologico della sifilide.
Non richiede trattamento perché regredisce naturalmente entro 24 ore.
Fu individuata e descritta dai dermatologi tedeschi Adolf Jarisch (1861-1942) e Karl Herxheimer (1861-1944).

## Fisiopatologia
Durante la reazione di Herxheimer si è dimostrato un aumento delle citochine infiammatorie, compreso il fattore di necrosi tumorale alfa, l'interleuchina 6 e l'interleuchina 8.